# Ordem dos Psicólogos Portugueses
A Ordem dos Psicólogos Portugueses (OPP) é a associação pública profissional representativa dos profissionais em psicologia que, em conformidade com os preceitos do seu Estatuto e as disposições legais aplicáveis, exercem a profissão de psicólogo.

## Criação
A Ordem foi criada pela Lei n.º 57/2008, de 4 de setembro, que aprovou igualmente os seus Estatutos, tendo entrado em funcionamento normal em 12 de abril de 2010, depois de um período de instalação, e da eleição dos seus órgãos.

## Competência
O exercício da profissão de psicólogo em Portugal, em qualquer setor de atividade, está reservado aos que detenham o título profissional de psicólogo, atribuído pela Ordem dos Psicólogos Portugueses.

## Membros
A Ordem contava, em abril de 2012, com mais de 18 mil membros registados

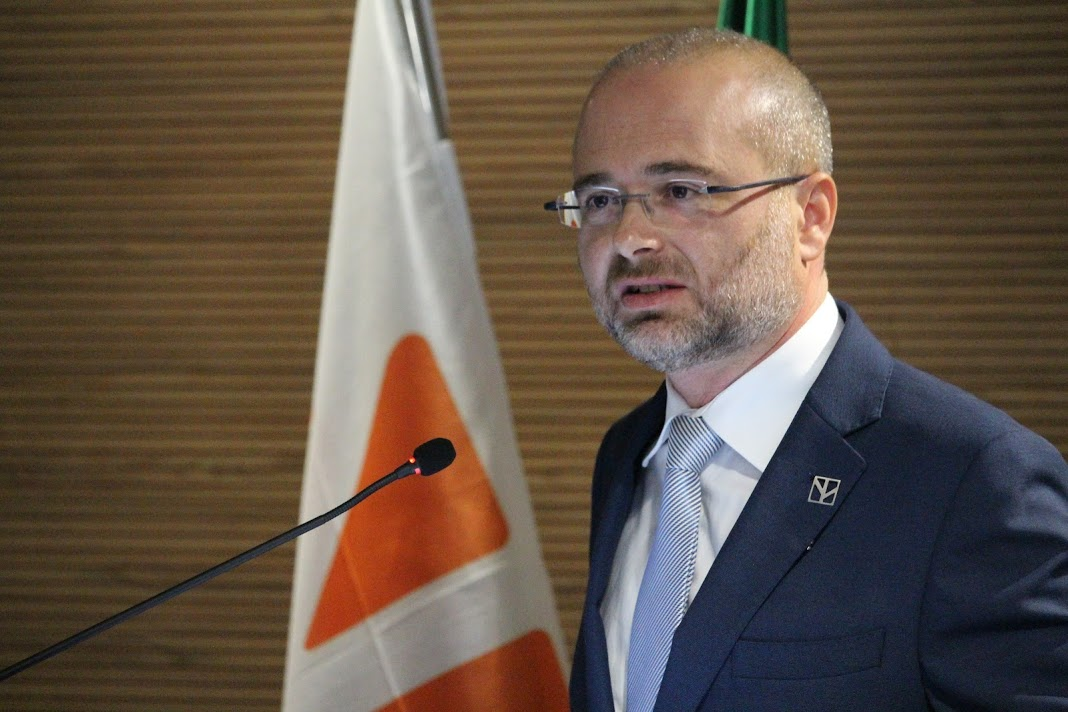
Francisco Miranda Rodrigues, Bastonário da Ordem dos Psicólogos Portugueses

## Implantação
A Ordem tem sede em Lisboa e delegações regionais no Norte, Centro, Sul e nas regiões autónomas da Madeira e dos Açores.

## Bastonários
- 2010-2016: Telmo Mourinho Baptista[6]
- 2017-presente: Francisco Miranda Rodrigues[7]

## Prémios
2017- Prémio Arco-Íris